# Fernando de Mendoza
Fernando de Mendoza (Torrecilla en Cameros, 1562-Cuzco, 23 de enero de 1617) fue un prelado jesuita, conocido especialmente por su papel relevante en la corte de Felipe III y posteriormente por ser obispo de Cuzco. 

## Biografía
Fue hijo legítimo de Juan González de Mendoza y Graciana González. Estudio en el colegio de la Compañía de Jesús en Salamanca.
Ingresó en 1579 en la Compañía de Jesús en el colegio de San Luis en Villagarcía de Campos. Enseñaría después en los de Segovia (colegio de San Felipe y Santiago) y Salamanca.
Durante la década de 1580, formó parte del grupo de jesuitas que no estaba de acuerdo con la política de deshispanización de la Compañía del nuevo general Claudio Acquaviva.Con este motivo pidió dejar la Compañía, siéndole denegada su petición por el propio Acquaviva. 
Mendoza fue enviado a distintos destinos: profesor de latín en el colegio de Medina del Campo en 1596; y después, profesor en el colegio de Monforte de Lemos. En ese lugar frecuentó e hizo amistad con Fernando Ruiz de Castro Andrade y Portugal, VI conde de Lemos y su esposa, Catalina de Zúñiga. Esta última era hermana de Francisco Gómez de Sandoval, V marqués de Denia (y futuro I duque de Lerma); que desde la accesión al trono de Felipe III en 1598 ejercería como su valido. En 1599 el conde de Lemos sería nombrado virrey de Nápoles y Fernando de Mendoza acompañaría al matrimonio como confesor.
Tras la muerte del conde de Lemos el 19 de octubre de 1601 en Nápoles, Mendoza acompañó a su viuda Catalina de Zúñiga a la corte de España (por entonces asentada en Valladolid). Catalina había sido nombrada camarera mayor de la reina Margarita de Austria. Durante los años que seguirían, Mendoza, junto con su penitente la condesa de Lemos, formó parte de la facción lermista de la corte frente a la facción representada por la reina Margarita y su confesor, también jesuita, Richard Haller.
En 1608 fue presentado para obispo de Cuzco por Felipe III. Este nombramiento fue considerado por Mendoza como un triunfo del general Acquaviva. Mendoza llegó a intentar de forma infructuosa que el duque de Lerma intercediera ante el general de los jesuitas para que pusieran impedimentos al nombramiento.La propuesta formal como obispo de Cuzco fue realizada en el consistorio de 12 de enero de 1609. En ese año fue preconizado y se le consagró como obispo.Su consagración se produjo en la iglesia del Colegio Imperial de la Compañía en Madrid el 21 de febrero de 1609 por parte de Bernardo de Sandoval y Rojas, arzobispo de Toledo. Viajó al Perú y tomó posesión de su iglesia el 8 de noviembre de 1611. 
En contraste con su desordenada vida como jesuita, ejerció de forma celosa su episcopado, promoviendo entre otras obras la instrucción del clero. Fue benefector y protector del convento de Santa Catalina de la ciudad. En 1614, durante su episcopado se llevó a cabo la separación de las diócesis de Huamanga y de Arequipa, según concesión de Paulo V otorgada cinco años antes a petición de Felipe III.

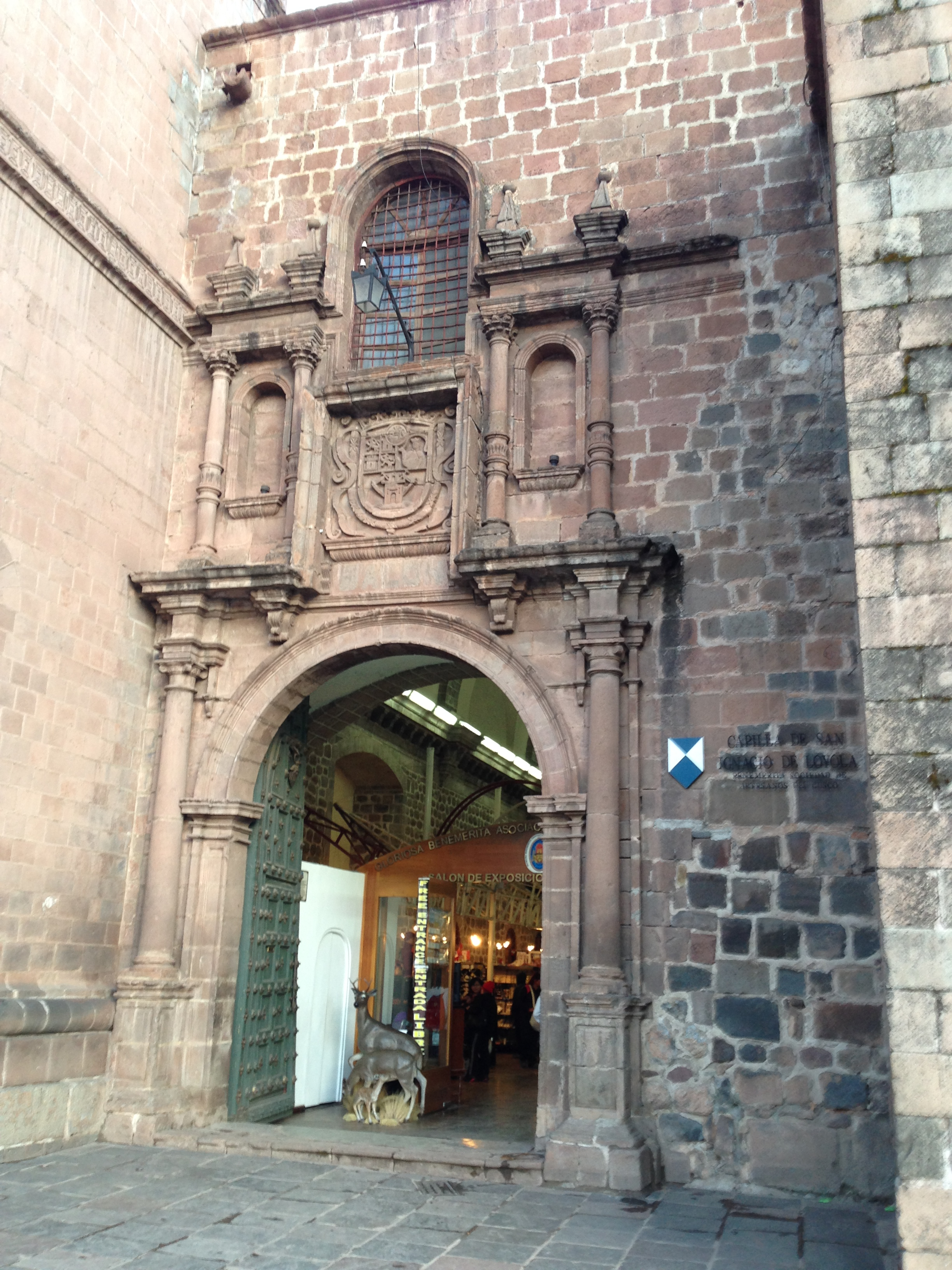
Portada de entrada a la capilla de San Ignacio de la iglesia de la Compañía en Cuzco donde fue enterrado.

Fallecería en Cuzco en 1617. Fue enterrado en la capilla de San Ignacio de la iglesia del Colegio de la Transfiguración de la Compañía de Jesús en esa ciudad.